# I 2 pompieri
I 2 pompieri è un film del 1968 diretto da Bruno Corbucci con protagonisti Franco e Ciccio.

## Trama
L'allievo vigile del fuoco Francesco Perricone e suo cugino il brigadiere Barrese s'innamorano entrambi  della bella brunetta Caramella e dalla caserma di Roma si fanno trasferire nel paesino della Sicilia dove abita la ragazza.